# Косовска котлина
Косовска котлина је тектонска потолина правца северозапад-југоисток. Дугачка је 84 km између Звечана и Качаника. Широка је 10-15 km, а површина јој износи 950 km². Дно потолине лежи на просечној надморској висини од 520–550 m. Котлина има изглед тектонског рова (издужена а уска) који представља део рова: Повардарје-Велико Косово-доњи Ибар (на западној страни Копаоника). Са источне стране Копаоника су жупска дислокација и Малокосовска котлина које упућују на рачвање главног рова. Малокосовска котлина отворена је и гравитира Великокосовској котлини клисуром (долином) Лаба. Њено дно је више у односу на дно Великокосовске котлине.

## Географске одлике
На ободу котлине налазе планина Црнољева (према Метохији) односно Жеговац, Козница и Гољак (према Јужном Поморављу). Ове планине изграђене су од шкриљаца, серпентина и горњокредних седимената. У западном делу котлине су планине Чичавица (1091 m) и Голеш (рудоносна планина у облику засечене купе).
Котлина је од свог настанка знатно измењена радом егзогених агенаса. После њеног стварања настала је дуга језерска фаза, о чему сведоче моћне наслаге језерских седимената и распрострањена налазишта угља. Котлина је била испуњена језером у неогену а воде језера нестале су у плеистоцену. Палеолакустријски облици рељефа нису очувани. У Косовској котлини нема епигенија па је тешко утврдити када је тачније почела речна фаза у њој. У котлини је, у време постојања језера, постојала бифуркација језерске воде. Наиме, језеро је отоком, кроз расед и долину Праибра, отицало као северу, према краљевачком језеру западноморавског залива Паратетиса, а другом отоком, кроз Качаничку клисуру, одливало се ка југу ка скопском језеру неогеног Егејског мора, у данашњој Македонији. Котлина се данас такође одводњава ка северу и југу. Воде котлини притичу и са запада (Дреницом) и истока (Лабом) што значи да је отворена у сва четири правца.

## Хидрографске одлике
Хидролошка особеност котлине је то да морско развође прелази преко котлинског дна (сагласно бифуркацији). Развођа редовно воде билима или гребенима планина па је ово куриозитет. Свакако, још један од куриозитета котлине је и хидрографски чвор на Црнољеви (Дрманска глава 1364 m) одакле отиче Топлуга (ка западу) и улива се у Бели Дрим и Јадранско море. Неродимка (позната по бифуркацији) се једним својим краком улива у Лепенац, притоку Вардара (слив Егејског мора), а другим у Ситницу, притоку Ибра (слив Црног мора).

## Привредне одлике
На Косову је земљиште меко, уравњено и често мочварно. Према истоку на брежуљкасто земљиште наставља се палеовулкански рељеф обода, што је уједно и јужна граница палеовулканског рељефа. То су: Велетин у близини Јањева, Мркоњски вис који се налази на изворишту Јабланице и Звечан код Косовске Митровице. Палеовулкански рељеф се одликује разноврсним рудама, оловом, цинком...
Препреке за пољопривреду су мала количина падавина и висока надморска висина, тј. хладније поднебље.